# Požární vodovod

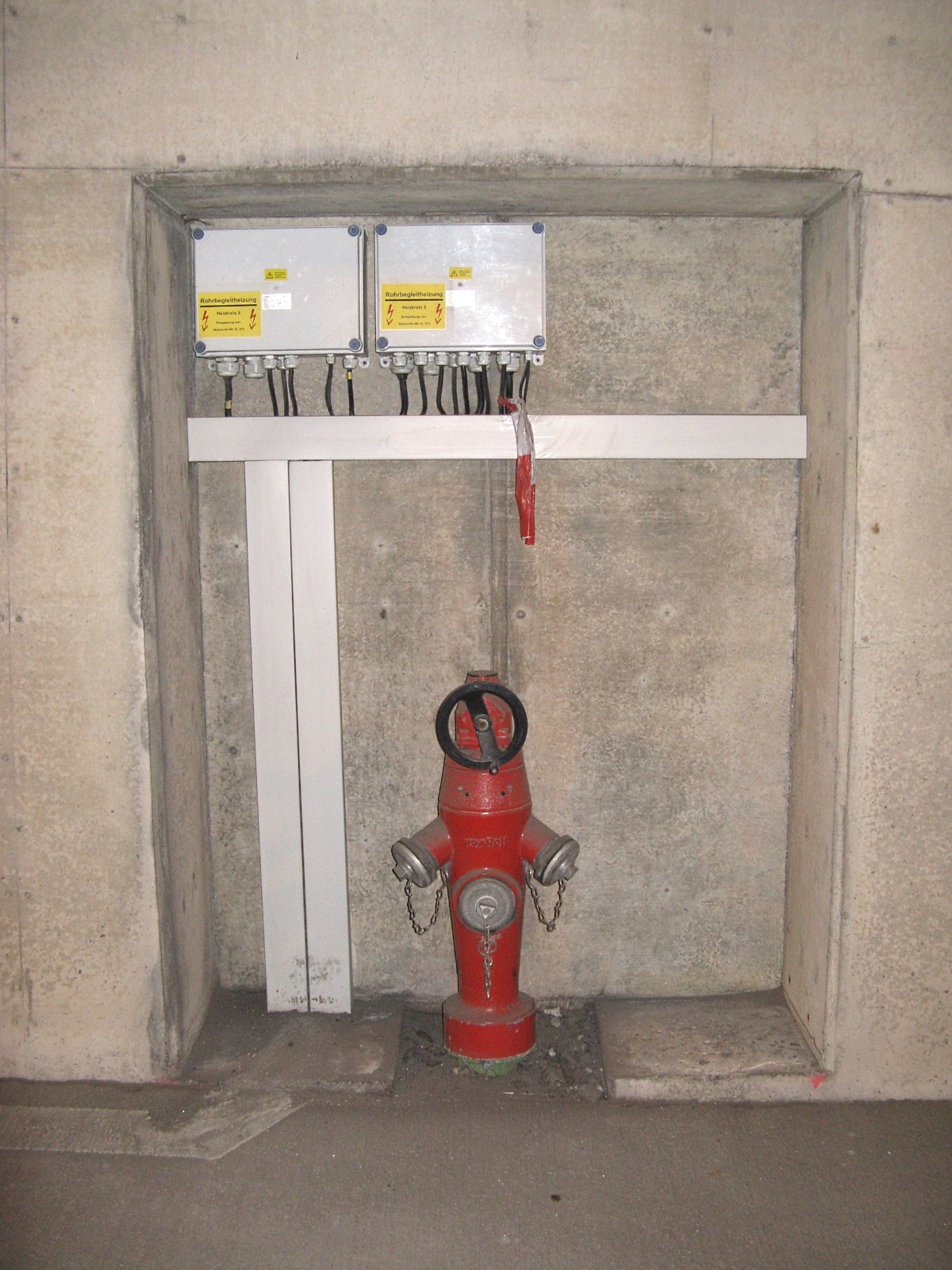
Přípojka rozvodu v tunelu (Rostock)

Požární vodovod je speciální potrubní rozvod pro požární vodu. Může být umístěn pod omítkou, nebo na povrchu stěny. Význam požárního vodovodu spočívá v maximálním možném omezení rizik vzniku a šíření požáru. Dále pak ve vytvoření možnosti účinně a efektivně zasáhnout v místech, kde už k vytvoření požáru došlo. Pokud je požární vodovod umístěn na povrchu, musí být zřetelně označen červenou barvou. Požární vodovody se navrhují podle ČSN 73 0873 Zásobování požární vodou a ČSN 75 2411 Zdroje požární vody. Aby bylo možné efektivně hasit požár, je nutné mít dostatečné zdroje požární vody. Tyto zdroje musí být schopny trvale zajišťovat předepsané množství požární vody alespoň po dobu půl hodiny. Zdroj požární vody může být řešen jako samostatný rozvod nebo jako rozvod společný s veřejným vodovodem.

## Rozdělení požárního vodovodu
- Mokrý systém – potrubí je trvale zavodněné. Mokré rozvody požární vody musí být nadimenzovány tak, aby byl zajištěn požadovaný průtok vody s přetlakem 0,2 MPa. Dostřik kompaktního proudu u vodovodových systémů je 10 m.

- Suchý systém (suchovod) – je vyústěn mimo budovu. U tohoto vyústění musí být možnost napojení externího zdroje. Místo musí být dobře označeno a musí zde být zabezpečen trvale možný přístup mobilní požární techniky. U budov vyšších než 22 m se kromě mokrého požárního rozvodu zřizuje také suchovod. Má několik výhod, například není nutné se při údržbě zabývat požární vodou nebo předimenzovávat potrubí vnitřního vodovodu pro případ hašení požáru.

## Požárně technická opatření
- preventivní – vhodná volba materiálů, vhodné dispoziční rozmístění tepelných zdrojů a skladů paliv a další.
- represívní – různé druhy protipožárních zařízení (např. stabilní hasicí systémy, detekční a ventilační systémy, mobilní hasicí prostředky). Protipožární zařízení slouží k hašení požárů, zamezení šíření požárů a k protipožární ochraně.

## Protipožární zařízení
- hydranty
- automatická hasicí zařízení
- požární vodovody